# یواس‌اس ویکتوریا (۱۸۵۵)
یواس‌اس ویکتوریا (۱۸۵۵) (به انگلیسی: USS Victoria (1855)) یک کشتی بود، که طول آن 113' می‌باشد. این کشتی در سال ۱۸۵۵ ساخته شد.